# Beavis and Butt-Head Do America
 Beavis and Butt-Head Do America és una pel·lícula estatunidenca dirigida per Mike Judge estrenada el 1996.

## Argument
Tot comença quan Beavis desperta a Butt-head d'un son surrealista, i s'assabenten que li han robat el televisor. Com no poden viure sense, decideixen sortir a buscar-la o reemplaçar-la amb una altra. En la seva persecució es troben amb Muddy Grimes (Bruce Willis), que els contracta per matar la seva esposa Dallas (Demi Moore), amagada en un hotel de Las Vegas. Posteriorment són portats a l'aeroport i en pujar en un avió, coneixen una vella que fa que Beavis es transformi en Cornholio després de donar-li unes píndoles de cafeïna, i que també fan que Butt-head s'enamori d'una de les hostesses. Just quan el duo arriba a Las Vegas, Muddy s'assabenta que es va confondre després de trobar-se amb els veritables pinxos i decideix anar a Las Vegas a matar el duo i a la seva esposa. Las Vegas els nois es troben amb Dallas. Ells, que havien pensat que Muddy volia que tinguessin sexe amb ella, comencen a barallar-se.
Durant la baralla Beavis es treu els pantalons i Dallas hi posa dins una arma biològica anomenada X-5. Després ella convenç al duo per tenir sexe a Washington D.C., i agafen un autobús ple d'ancians. El FBI descobreix el virus i comencen a perseguir el duo, pensant que són els homes més perillosos d'Amèrica. En l'excursió, passen per divertides situacions, però al final, són abandonats accidentalment, per la qual cosa decideixen anar a Washington a peu, creuant el desert. En el seu viatge, es troben amb el seu pare i el seu company, que també els abandonen. L'endemà continuen el seu viatge, fins que es retroben amb Muddy, que es retracta de matar-los i els porta a Washington en la maletera del seu cotxe. A la carretera, Butthead dispara a Beavis, provocant un terrible accident, però el també cau quan el cotxe fa un mal moviment.
Finalment són recollits per l'autobús i arriben a Washington, on els esperaven no només Dallas, sinó també l'FBI. A l'autobús, Beavis torna a transformar-se en Cornholio per la mateixa raó que a l'avió. Muddy i Dallas es troben i l'FBI els arresta. Cornholio es masturba a la caravana de Tom Anderson, que també recorria el país. Butt-head és trobat pels agents i es troben amb Cornholio en calçotets, apareix Anderson amb els seus pantalons i descobreixen que allà era el virus. La unitat cau a les mans de Butt-head i se'l lliura a l'agent de l'FBI, fent que quedin com a herois i Anderson és empresonat amb Muddy i Dallas. Beavis i Butt-head tornen a Highland. La pel·lícula acaba quan ells troben el seu televisor, i emocionats per això, comencen a insultar-se entre ells.

## Comentaris
Aquesta pel·lícula és l'adaptació en llargmetratge de les aventures dels dos adolescents més cretins d'Amèrica.
A la recerca del seu televisor robat, els dos nois es troben embarcats en una història de revenja. El guió és digne d'una mala pel·lícula de catàstrofes i finalment no té gens d'interès, serveix sobretot per justificar les peregrinacions de Beavis i Butt-head a través dels Estats Units. Els dos sembren el pànic, mobilitzen tota la policia del país sense adonar-se'n.
La pel·lícula és una feroç crítica del sistema de defensa estatunidenc, de la seva paranoia, de les seves derives: amb per exemple els escorcolls sistemàtics de l'agent Hurly, la brutalitat dels agents que apallissen tothom per a un no-res. Als poders polítics s'apunta igualment, ensenyant sobretot senadors rient-se de les bromes salaces dels herois.
Per la televisió també hi ha esgarrapades: la història comença pel robatori de l'aparell dels dos nois. La seva desaparició és l'únic mitjà de fer-los sortir de la seva apatia. Al llarg del seu viatge, semblen estar completament desconnectats de la realitat, sentint totes les seves peripècies a través de referències televisives.

## Nominacions
- Premis Razzie 1997 a la pitjor nova estrella per "Beavis" i "Butt-Head" i a la pitjor parella.[4]